# Leichtathletik-Europameisterschaften 2006/10.000 m der Frauen

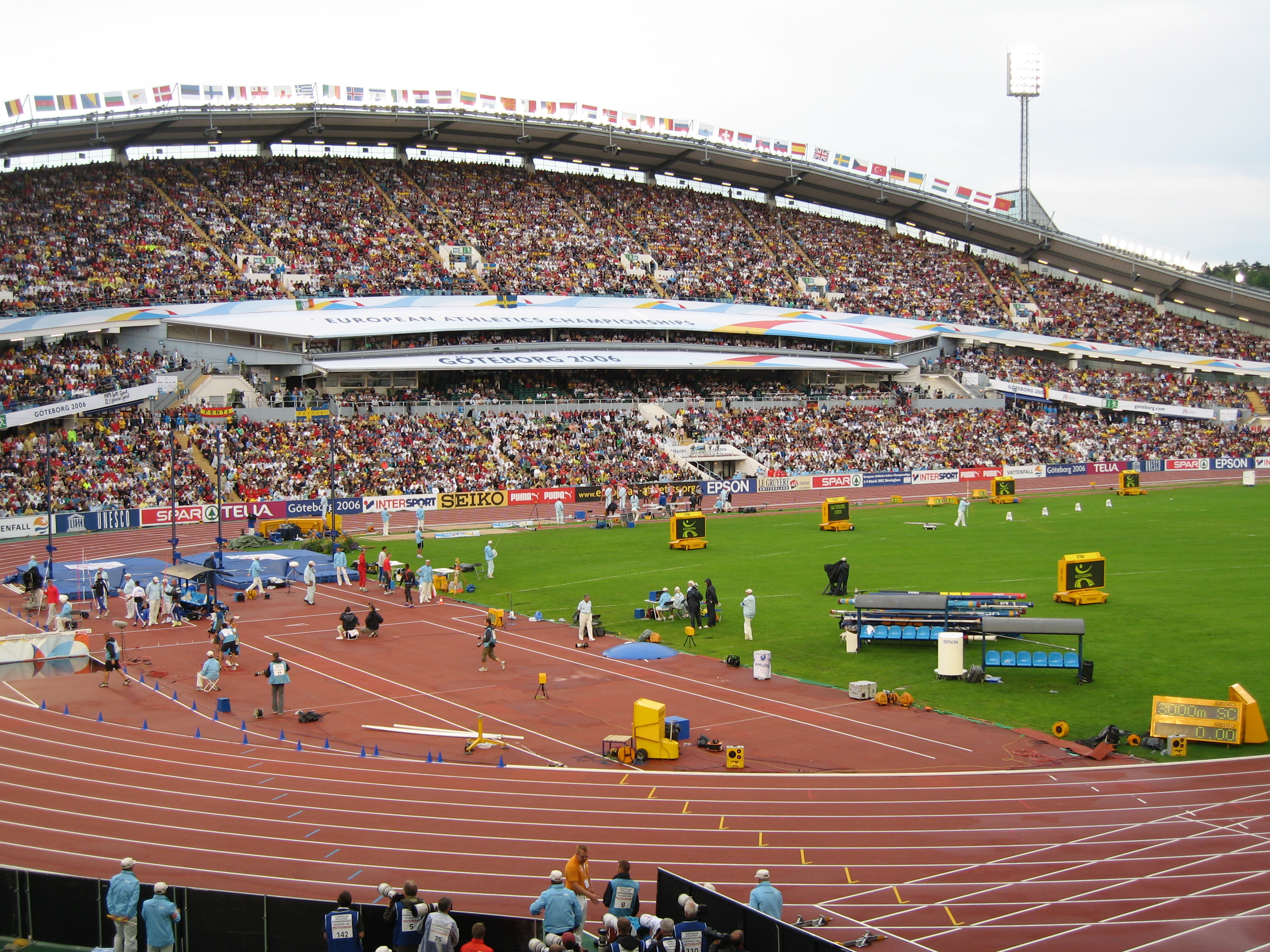
Das Ullevi-Stadion in Göteborg während der Europameisterschaften 2006

Der 10.000-Meter-Lauf der Frauen bei den Leichtathletik-Europameisterschaften 2006 wurde am 7. August 2006 im Ullevi-Stadion der schwedischen Stadt Göteborg ausgetragen.
Mit Gold und Bronze gingen in diesem Wettbewerb zwei Medaillen an die russischen Langstreckenläuferinnen. Europameisterin wurde Inga Abitowa. Sie gewann vor der Norwegerin Susanne Wigene. Rang drei belegte Lidija Grigorjewa.

## Rekorde

### Bestehende Rekorde
| Weltrekord           | 29:31,78 min | Wang Junxia     | Peking, Volksrepublik China | 8. September 1993 |
| Europarekord         | 30:01,09 min | Paula Radcliffe | EM München, Deutschland     | 6. August 2002    |
| Meisterschaftsrekord | 30:01,09 min | Paula Radcliffe | EM München, Deutschland     | 6. August 2002    |

Der bestehende EM-Rekord wurde bei diesen Europameisterschaften nicht erreicht. Mit ihrer Siegzeit von 30:31,42 min blieb die russische Europameisterin Inga Abitowa 30,33 s über dem Rekord, gleichzeitig Europarekord. Zum Weltrekord fehlten ihr 59,64 s.

### Rekordverbesserungen
Im Rennen am 7. August wurden zwei neue Landesrekorde aufgestellt:
- 30:38,78 min – Jeļena Prokopčuka, Lettland
- 30:51,69 min – Marta Domínguez, Spanien

## Durchführung
Bei einem Teilnehmerfeld von 28 Läuferinnen wurde auf eine Vorrunde verzichtet, alle Athletinnen gingen in ein gemeinsames Finale.

## Legende
Kurze Übersicht zur Bedeutung der Symbolik – so üblicherweise auch in sonstigen Veröffentlichungen verwendet:
| NR  | Nationaler Rekord                        |
| DNF | Wettkampf nicht beendet (did not finish) |

## Resultat
7. August 2006, 20:10 Uhr
| Platz | Name                | Nation         | Zeit (min)  |
| ----- | ------------------- | -------------- | ----------- |
| 1     | Inga Abitowa        | Russland       | 30:31,42    |
| 2     | Susanne Wigene      | Norwegen       | 30:32,36    |
| 3     | Lidija Grigorjewa   | Russland       | 30:32,72    |
| 4     | Galina Bogomolowa   | Russland       | 30:35,90    |
| 5     | Lornah Kiplagat     | Niederlande    | 30:37,26    |
| 6     | Jeļena Prokopčuka   | Lettland       | 30:38,78 NR |
| 7     | Marta Domínguez     | Spanien        | 30:51,69 NR |
| 8     | Sabrina Mockenhaupt | Deutschland    | 31:40,28    |
| 9     | Irina Mikitenko     | Deutschland    | 31:44,82    |
| 10    | Nathalie De Vos     | Belgien        | 31:45,94    |
| 11    | Constantina Tomescu | Rumänien       | 31:49,47    |
| 12    | Kathy Butler        | Großbritannien | 32:01,04    |
| 13    | Mara Yamauchi       | Großbritannien | 32:07,90    |
| 14    | Silvia Weissteiner  | Italien        | 32:09,26    |
| 15    | Hayley Yelling      | Großbritannien | 32:12,50    |
| 16    | Christelle Daunay   | Frankreich     | 32:15,54    |
| 17    | Mirja Jenni-Moser   | Schweiz        | 32:37,66    |
| 18    | Renate Rungger      | Italien        | 32:38,17    |
| 19    | Selma Borst         | Niederlande    | 32:41,12    |
| 20    | Grażyna Syrek       | Polen          | 32:53,33    |
| 21    | María Elena Moreno  | Spanien        | 32:55,10    |
| 22    | Marie Davenport     | Irland         | 33:05.48    |
| 23    | Zahia Dahmani       | Frankreich     | 34:47,46    |
| DNF   | Fatiha Baouf        | Belgien        |             |
| DNF   | Yesenia Centeno     | Spanien        |             |
| DNF   | Susanne Pumper      | Österreich     |             |
| DNF   | Anja Smolders       | Belgien        |             |
| DNF   | Elvan Abeylegesse   | Türkei         |             |

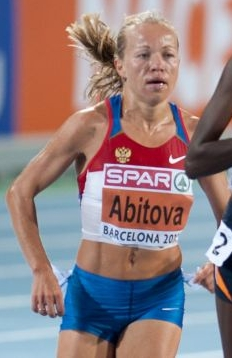
Europameisterin Inga Abitowa – sie erhielt 2012 eine zweijährige Sperre wegen Dopingmissbrauchs, ihre Resultate seit Oktober 2009 wurden annulliert, darunter ihr EM-Silber von 2010

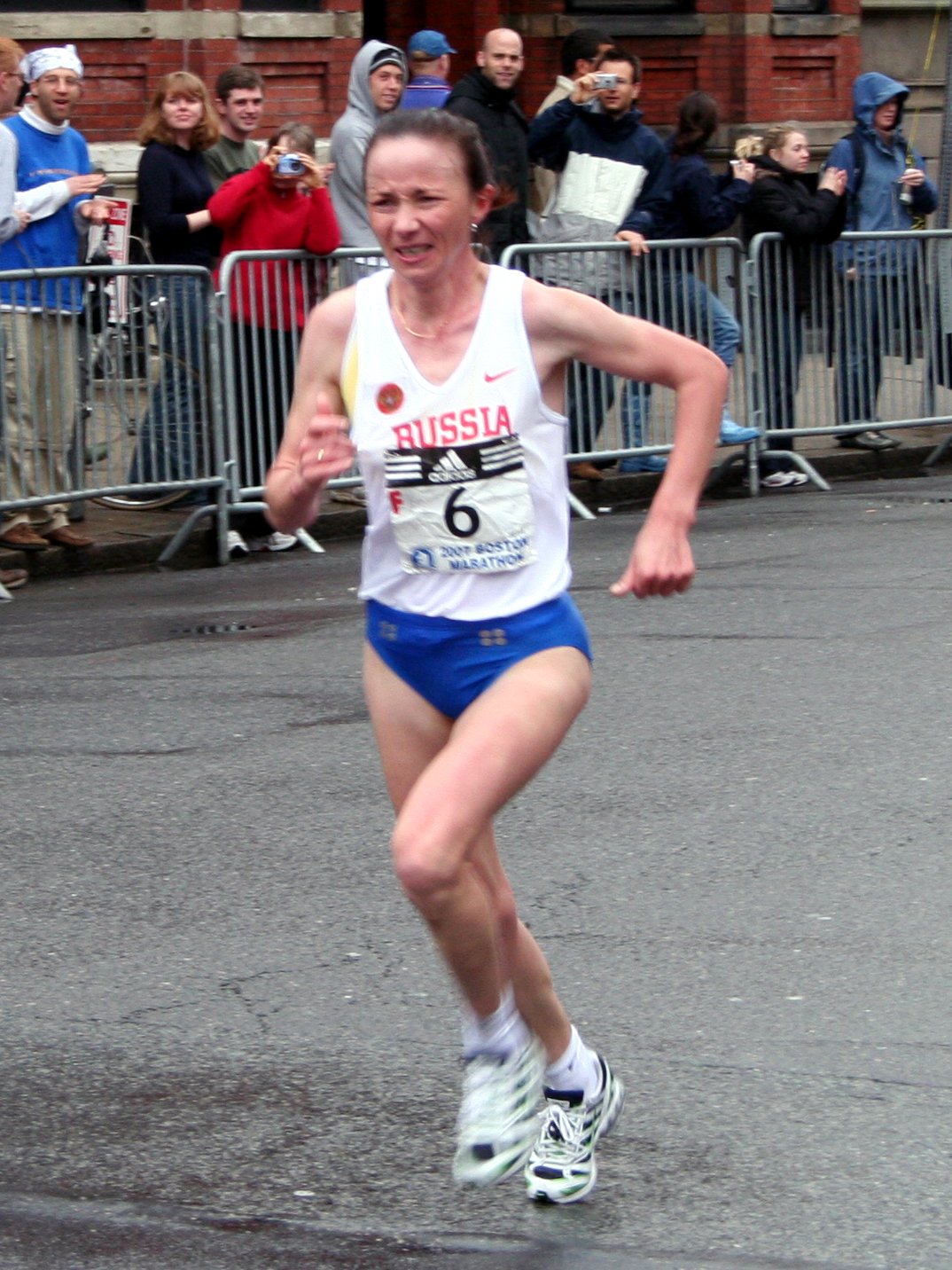
Bronzemedaillengewinnerin Galina Bogomolowa

Alle drei Medaillengewinnerinnen – die Russin Inga Abitowa, die Norwegerin Susanne Wigene und Lidija Grigorjewa, ebenfalls aus Russland – liefen persönliche Bestleistungen. Die viertplatzierte Galina Bogomolowa und die Niederländerin Lornah Kiplagat auf Rang fünf erreichten jeweils neue Saisonbestzeiten. Die Lettin Jeļena Prokopčuka, Sechste, und die Spanierin Marta Domínguez, Siebte, stellten nationale Rekorde auf. Persönliche Saisonbestleistungen erreichten die achtplatzierte Deutsche Sabrina Mockenhaupt und ihre Landsfrau Irina Mikitenko.

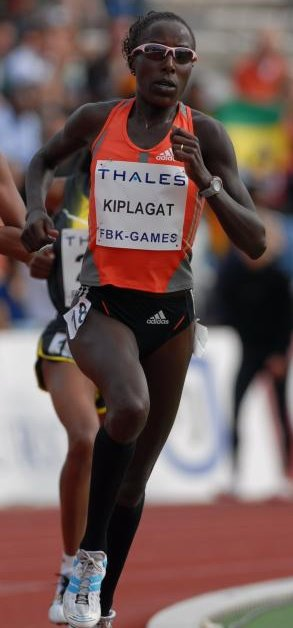
Lornah Kiplagat erreichte Platz fünf
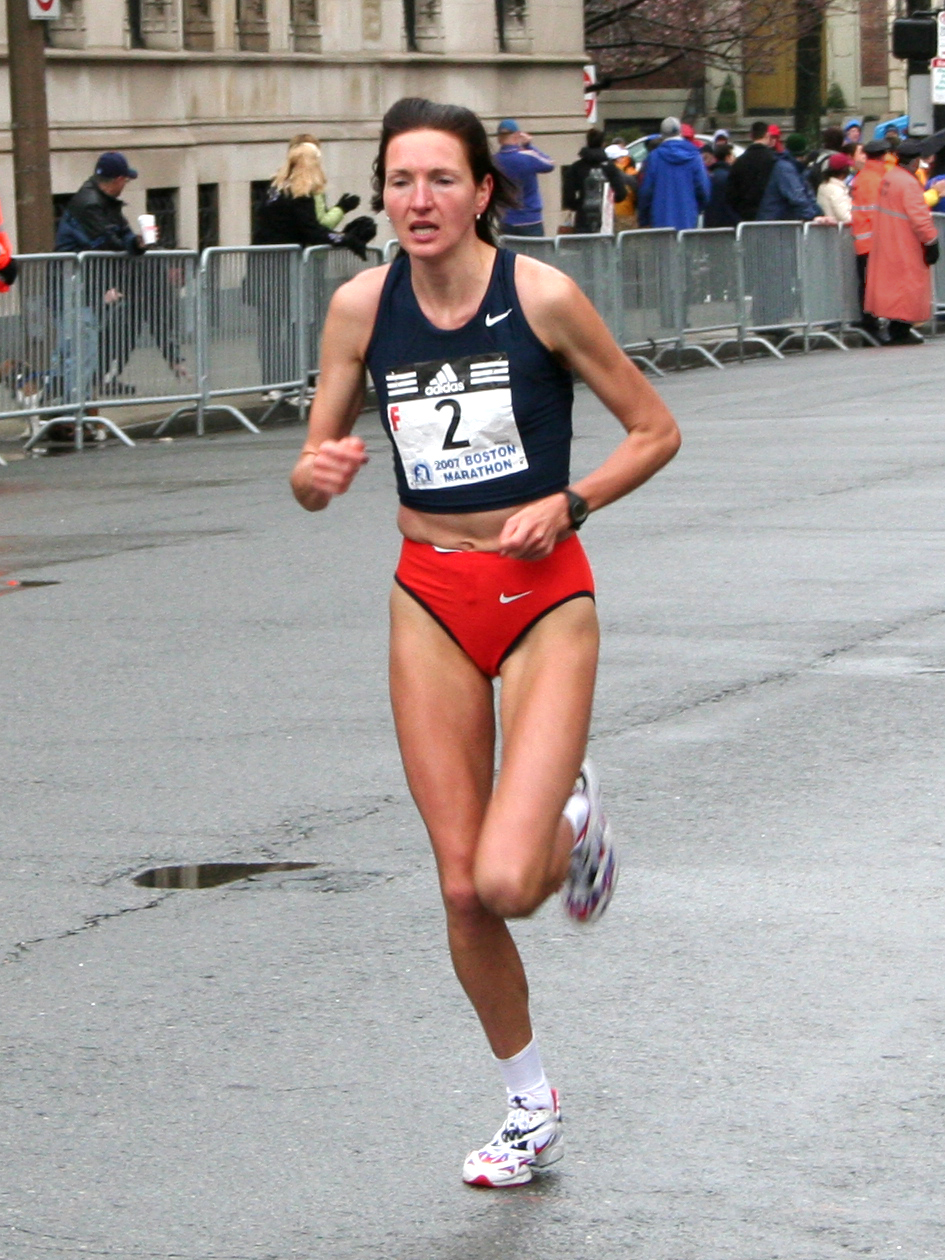
Jeļena Prokopčuka kam auf den sechsten Platz
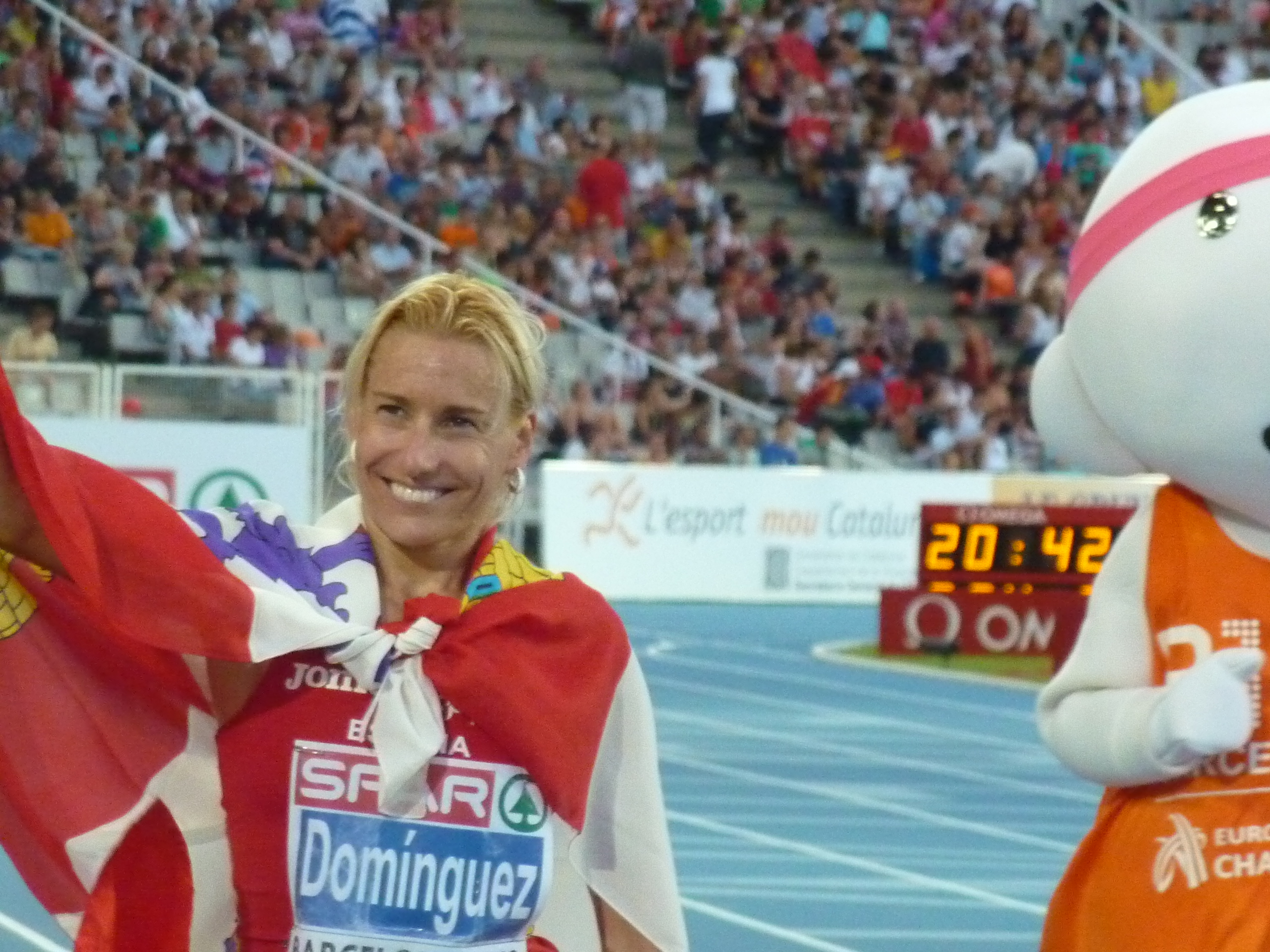
Die 5000 Meter-Europameisterin von 2002 Marta Domínguez – fünf Tage später auch hier wieder Siegerin auf dieser Distanz – belegte Rang sieben

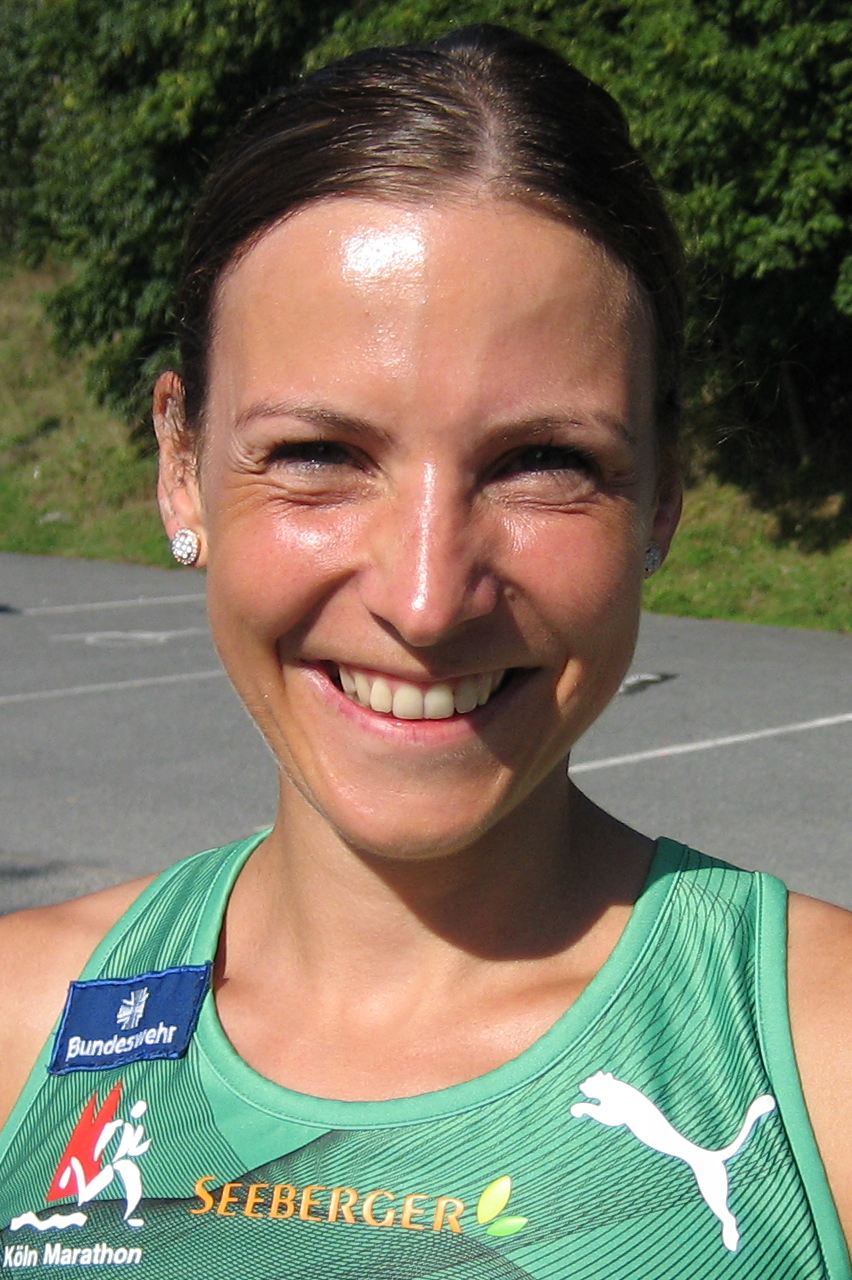
Sabrina Mockenhaupt wurde Achte und später Sechste über 5000 Meter
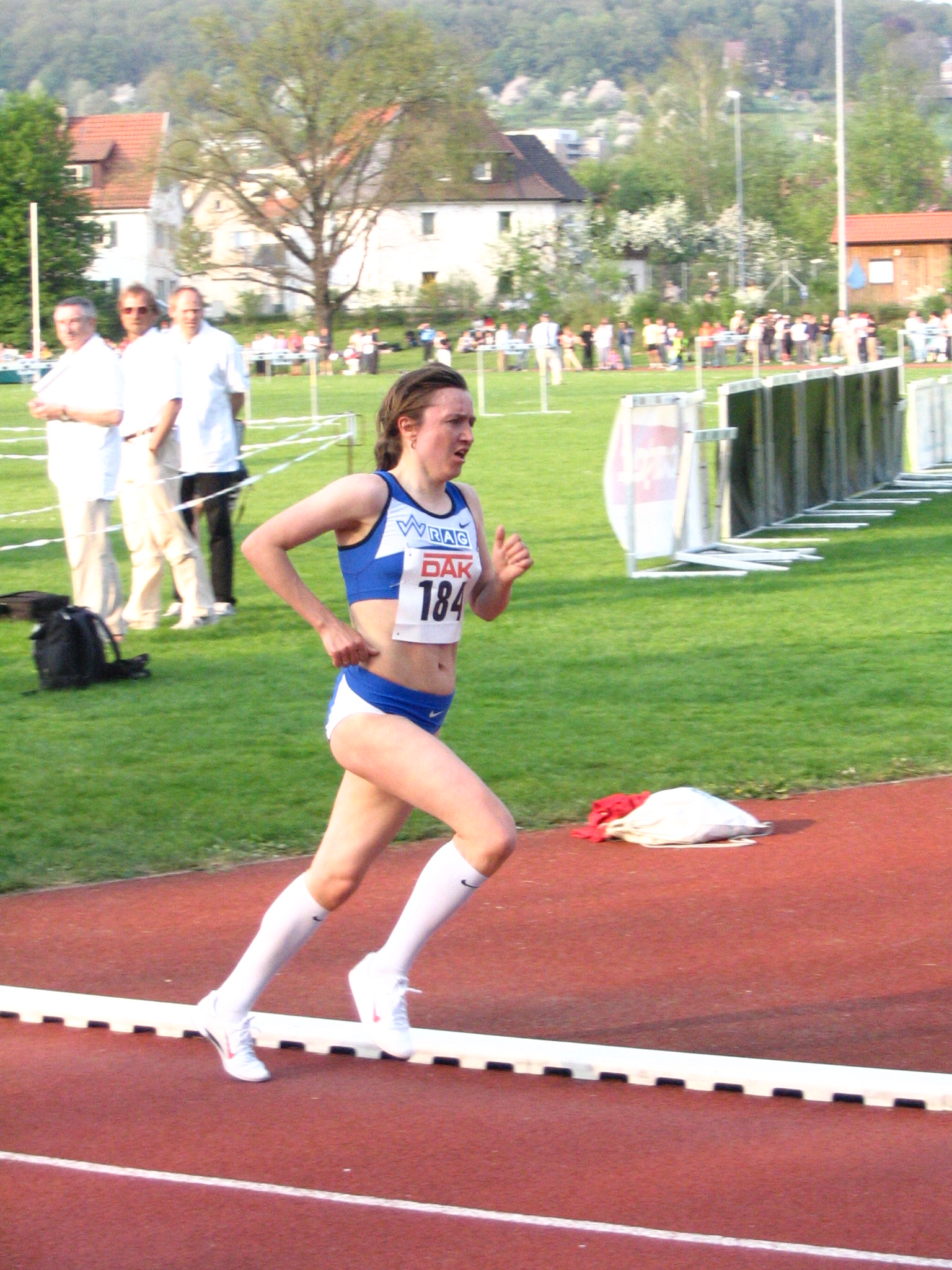
Die neuntplatzierte Irina Mikitenko
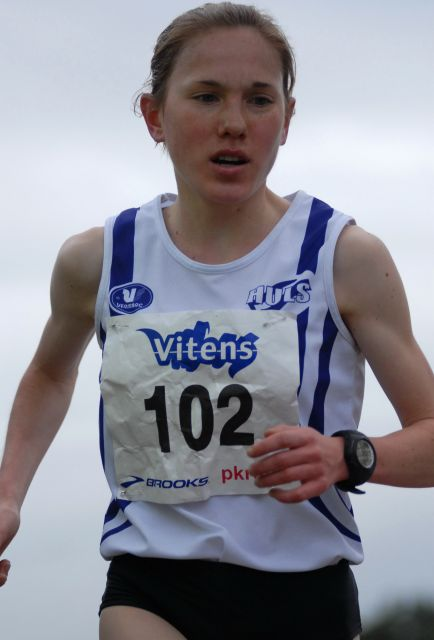
Nathalie De Vos erreichte Platz zehn
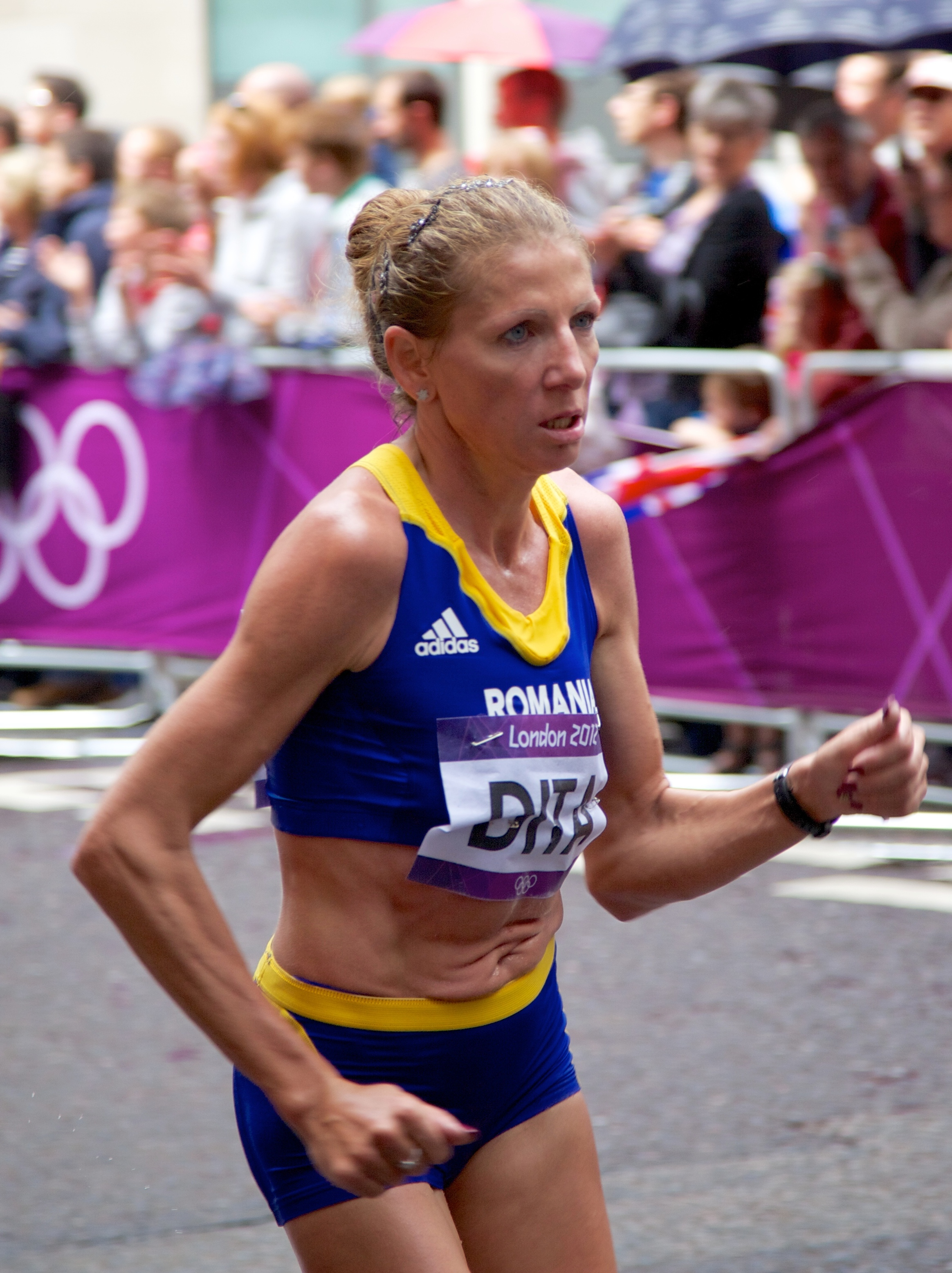
Constantina Tomescu, bekannter unter ihrem Namen Constantina Diță, kam auf den elften Platz

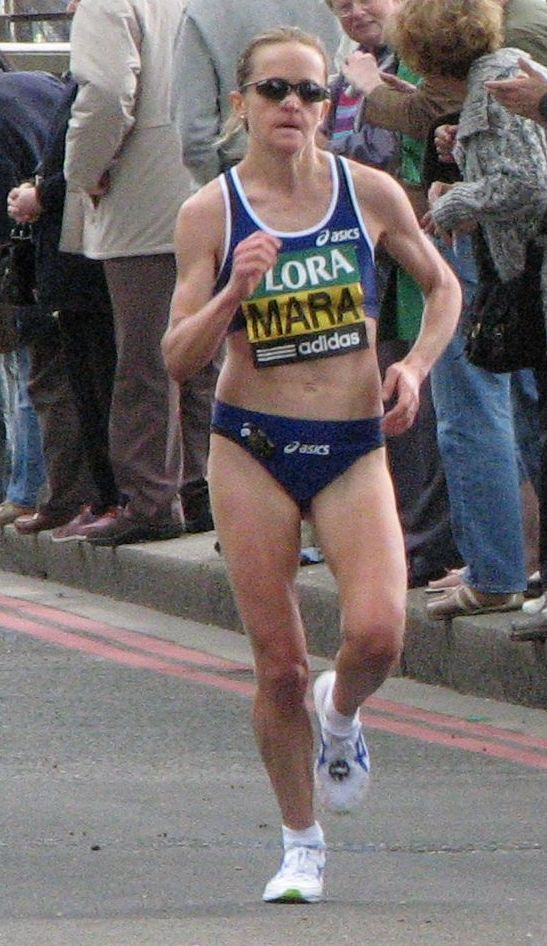
Mara Yamauchi belegte Rang dreizehn
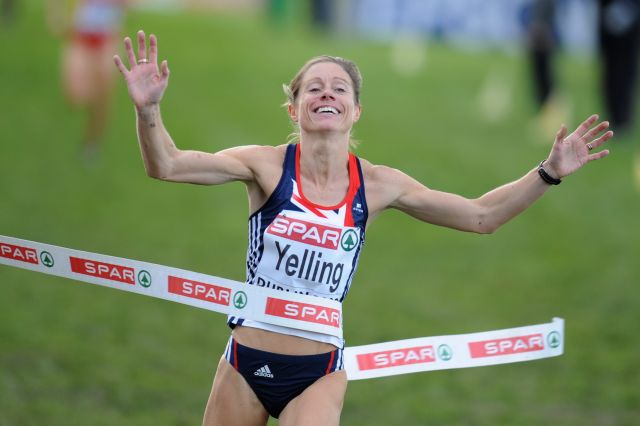
Hayley Yelling wurde Fünfzehnte
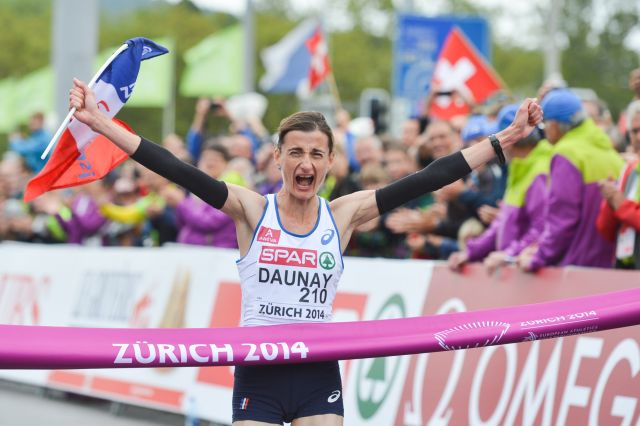
Christelle Daunay – Rang sechzehn

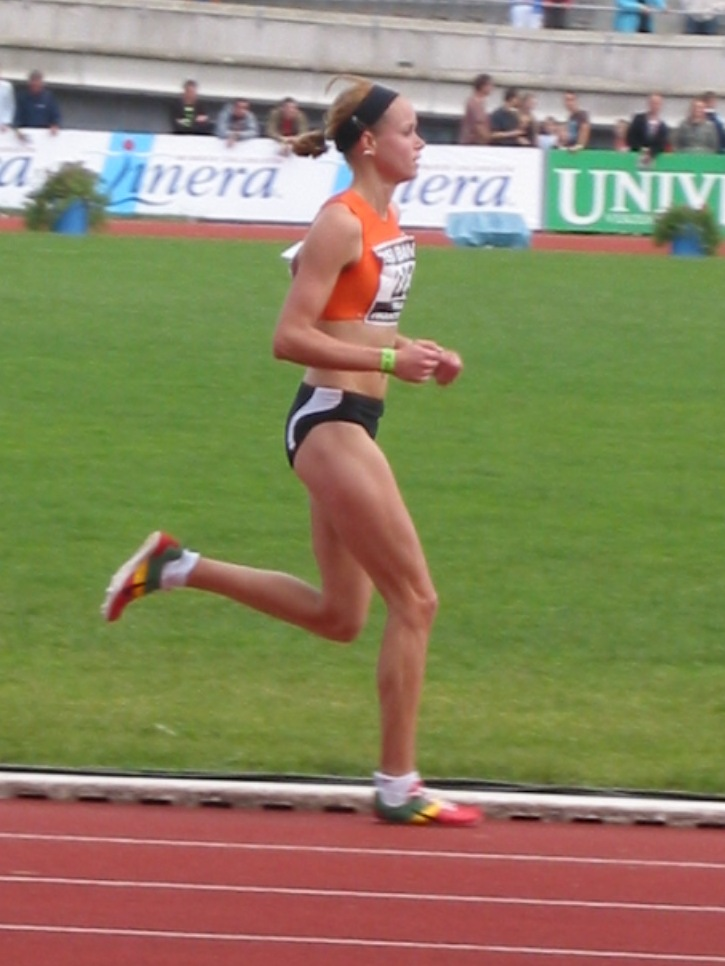
Selma Borst – Rang neunzehn
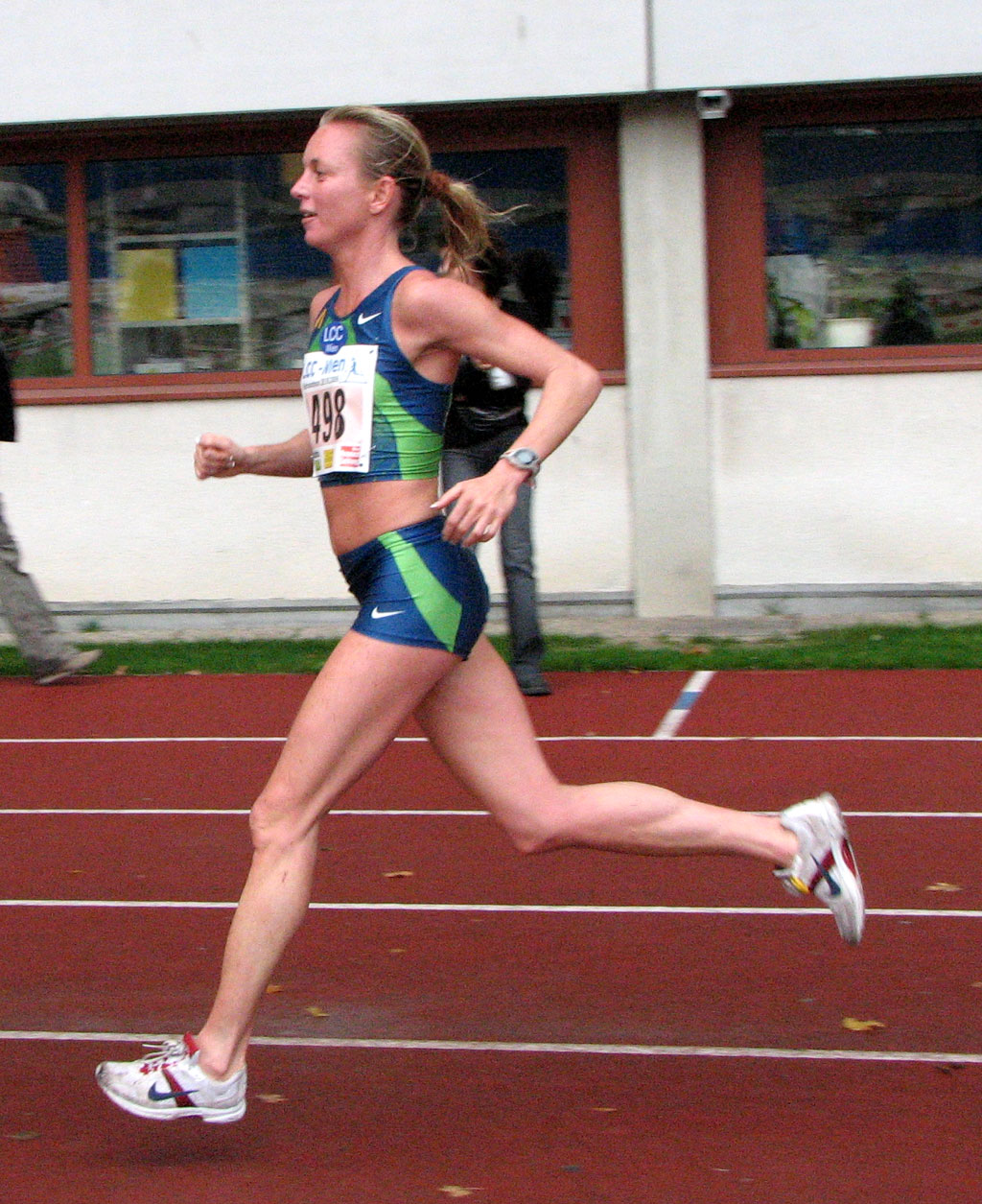
Susanne Pumper – Rennen nicht beendet
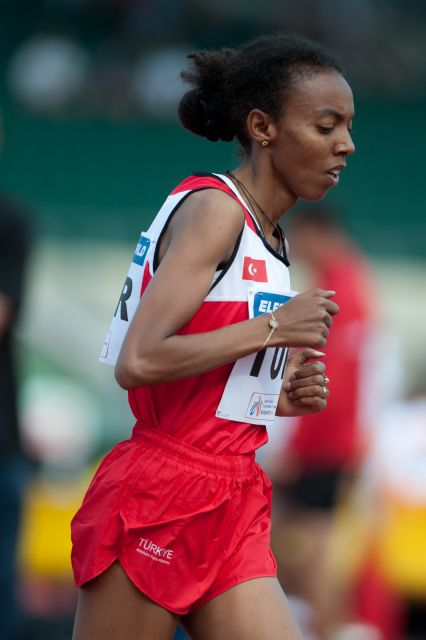
Elvan Abeylegesse beendete ihr Rennen nicht – eine knappe Woche später errang sie Bronze über 5000 Meter

## Videolink
- 2006 European Championships Women's 10000m, youtube.com, abgerufen am 30. Januar 2023